# 下河乡 (滨州市)
下河乡，是中华人民共和国山東省滨州市沾化区下辖的一个乡镇级行政单位。

## 行政区划
下河乡下辖以下地区：
下河村、东王村、房岭村、西李庄村、庞家村、东李庄村、红星村、王屋村、小王村、刘屋村、刘家庄村、刁家村、楼子村、东刘村、官灶村、青城村、三兴村、西张村、红卫村、新民村、北韩村、南韩村、向前村、北邵村、大邵村、流口村和东张村。